# Haozigang (köpinghuvudort i Kina, Hunan Sheng, lat 29,27, long 112,06)
Haozigang är en köpinghuvudort i Kina. Den ligger i provinsen Hunan, i den södra delen av landet, omkring 150 kilometer nordväst om provinshuvudstaden Changsha. Antalet invånare är 29 276. Befolkningen består av 14 425 kvinnor och 14 851 män. Barn under 15 år utgör 11,0 %, vuxna 15-64 år 77 %, och äldre över 65 år 11,0 %.
Runt Haozigang är det tätbefolkat, med 493 invånare per kvadratkilometer. Närmaste större samhälle är Anxiang, 16,9 km nordost om Haozigang. Trakten runt Haozigang består till största delen av jordbruksmark.
Genomsnittlig årsnederbörd är 1 693 millimeter. Den regnigaste månaden är maj, med i genomsnitt 281 mm nederbörd, och den torraste är december, med 34 mm nederbörd.